# Hemilissopsis
Hemilissopsis is een kevergeslacht uit de familie van de boktorren (Cerambycidae). De wetenschappelijke naam van het geslacht werd voor het eerst geldig gepubliceerd in 1959 door Lane.

## Soorten
Hemilissopsis omvat de volgende soorten:
- Hemilissopsis clenchi Lane, 1959
- Hemilissopsis fernandezae Hovore & Chemsak, 2006